# Norwegische Meisterschaften im Biathlon 1969
Die norwegischen Meisterschaften im Biathlon 1969 fanden am 15. und 16. Februar 1969 in Voss in der ehemaligen Provinz Hordaland statt. Ausgetragen wurden ein Einzelwettkampf über 20 Kilometer sowie ein Staffelrennen mit vier Startern pro Team.
Im Einzel gewann Jon Istad seinen fünften Meistertitel, die schnellste Kurszeit setzte Tor Svendsberget. Erstmals wurden separate Wettkämpfe für ältere und jüngere Junioren veranstaltet, diese Titel gingen an Ole Per Strædet und Kjell Sætre.

## Männer

### Einzel (20 km)
| Platz | Starter          | Verein          | Zeit      | Treffer |
| ----- | ---------------- | --------------- | --------- | ------- |
| 1     | Jon Istad        | HV-10/Voss      | 1:22:27 h | 19      |
| 2     | Tor Svendsberget | HV-05/Sjølisand | 1:24:30 h | 16      |
| 3     | Esten Gjelten    | HV-05/Tolga     | 1:25:48 h | 17      |
| 4     | Kjell Hovda      | Nore            | 1:26:15 h | 15      |
| 5     | Ivar Nordkild    | Bjerkvik        | 1:27:11 h | 16      |
| 6     | Ola Wærhaug      | Skedsmo         | 1:29:07 h | 12      |
| 7     | Magnar Solberg   | Trondheim       | 1:29:12 h | 16      |
| 8     | Ingemann Erlimo  | Tolga           | 1:29:47 h | 16      |
| 9     | Kjell Haugen     | Nedre Odal      | 1:30:20 h | 12      |
| 10    | Arvid Lien       | Nordre Land     | 1:30:26 h | 14      |

Start: 15. Februar 1969

### Staffel (4 × 7,5 km)
| Platz | Starter                                                    | Region            | Zeit      |
| ----- | ---------------------------------------------------------- | ----------------- | --------- |
| 1     | Torgeir Tallerås Egil Nygård Ingemann Erlimo Esten Gjelten | Nord-Østerdal     | 2:07:05 h |
| 2     | Kåre Hovda Odd Lunde Kjell Hovda Ragnar Tveiten            | Numedal           | 2:12:14 h |
| 3     | Olav Istad Paul Haugen Dag Midthun Ola Istad               | Hardanger og Voss | 2:12:56 h |

Start: 16. Februar 1969